# Хосе Луї Абалос
Хосе Луї Абалос (нар. 9 грудня 1959 в Торрент) — іспанський політик і посадова особа місцевого самоврядування, активіст Іспанської соціалістичної робітничої партії (ПСОЕ), депутат Конгресу депутатів, з 2018 р. Міністр розвитку.

## Біографія
За освітою та професією вчитель в початкових школах. У 1976 році вступив до комуністичної молоді, а через два роки став членом Комуністичної партії Іспанії. У 1981 році Абалос вступив у ПСПВ, філію Іспанської соціалістичної робітничої партії у Валенсії. Працював у міській адміністрації та автономному окрузі, а також у фракції радників його групи. Абалос провів різні функції в партійній структурі, в 1988 році він став членом національного комітету ПСПВ-ПСОЕ. У 1995 році був призначений генеральним секретарем партії у місті Валенсія, у 2000-2004 роках він був заступником генерального секретаря соціалістів на рівні автономної громади.
У 1999-2009 роках Абалос входив до місцевого самоврядування Валенсії. З 2003 по 2007 рік був членом колегіального керівного органу провінції  Діпатузіон де Валенсія. У 2009 році Абалос був обраний на з'їзд депутатів; він успішно звернувся на переобрання на виборах 2011, 2015 та 2016 років. Керував соціалістичними структурами на провінційному рівні, в 2017 році став секретарем іспанської організаційної структури PSOE.
У червні 2018 року був призначений міністром розвитку в новостворенному уряді Педро Санчеса.